# Phomatospora coprophila
Phomatospora coprophila är en svampart som beskrevs av M.J. Richardson 1972. Phomatospora coprophila ingår i släktet Phomatospora, ordningen kolkärnsvampar, klassen Sordariomycetes, divisionen sporsäcksvampar och riket svampar.   Inga underarter finns listade i Catalogue of Life.